# Chiesa di San Michele in Cioncio
La chiesa di San Michele in Cioncio si trova a Pistoia.
Il nome, secondo il Dandori, deriverebbe da una variante locale di "Ciompo", che significava un salariato della lavorazione della lana.

## Descrizione e storia
La fisionomia dell'edificio è riferibile al romanico pistoiese. La muratura in conci regolari di pietra alberese e la pianta ad aula unica conclusa dall'abside semicircolare indicano una datazione intorno al XII-XIII secolo, benché la sua fondazione si possa far risalire al periodo longobardo.
All'interno si trova l'Angelo in atto di uccidere il drago, statua attribuita a Guido da Como, in origine sul portale di ingresso. Lungo le pareti laterali si trovano gli stalli con le panche e gli inginocchiatoi che risalgono al XVIII secolo. Soppressa la parrocchia nel Settecento, in un primo tempo ospitò prima i frati minori cappuccini, poi alcune compagnie devozionali.
Con i restauri novecenteschi si è inteso recuperare l'immagine medievale, eliminando le volte settecentesche che coprivano il soffitto ligneo, riaprendo le monofore e le bifore della facciata e dell'abside.

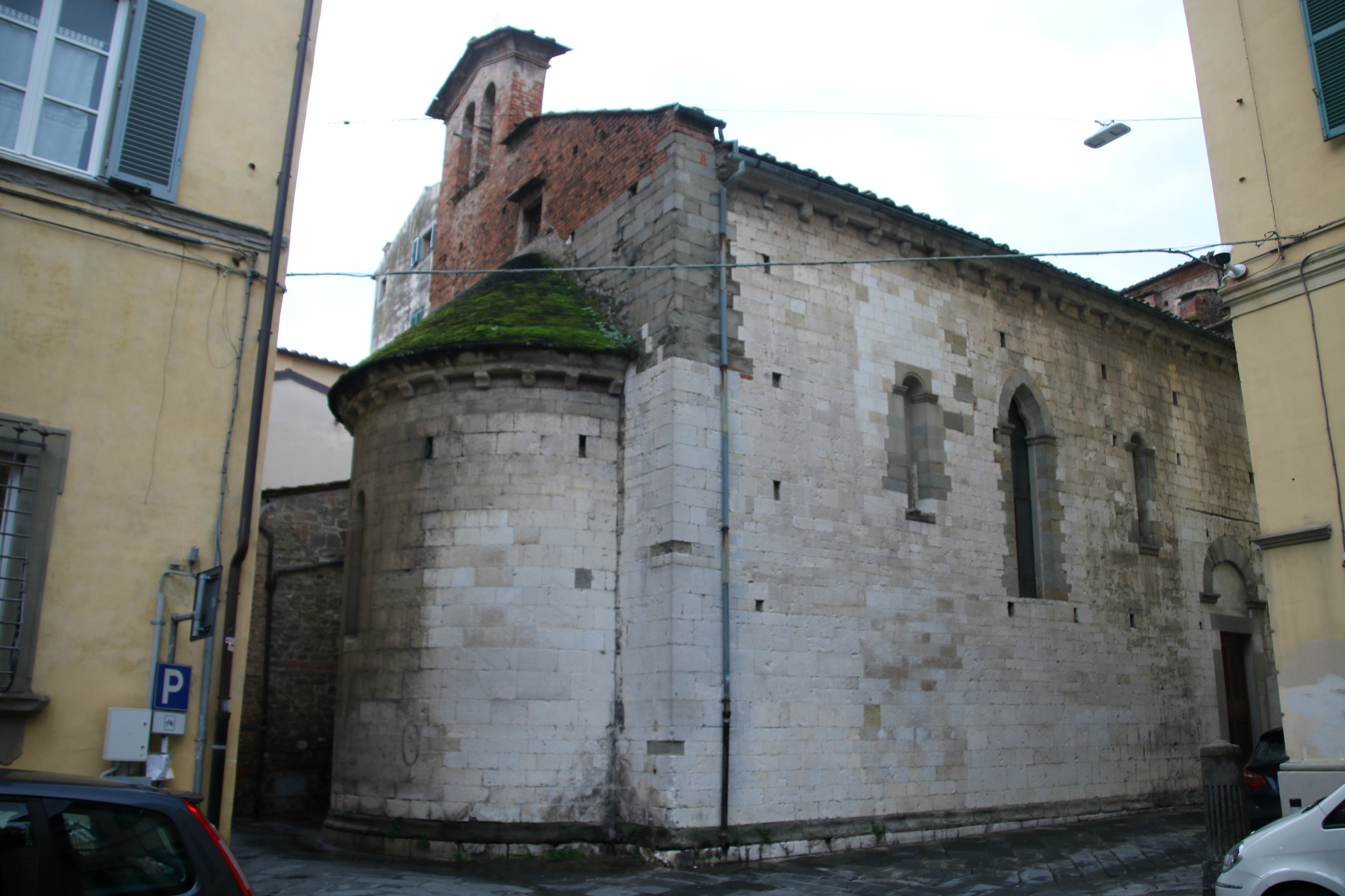
L'abside
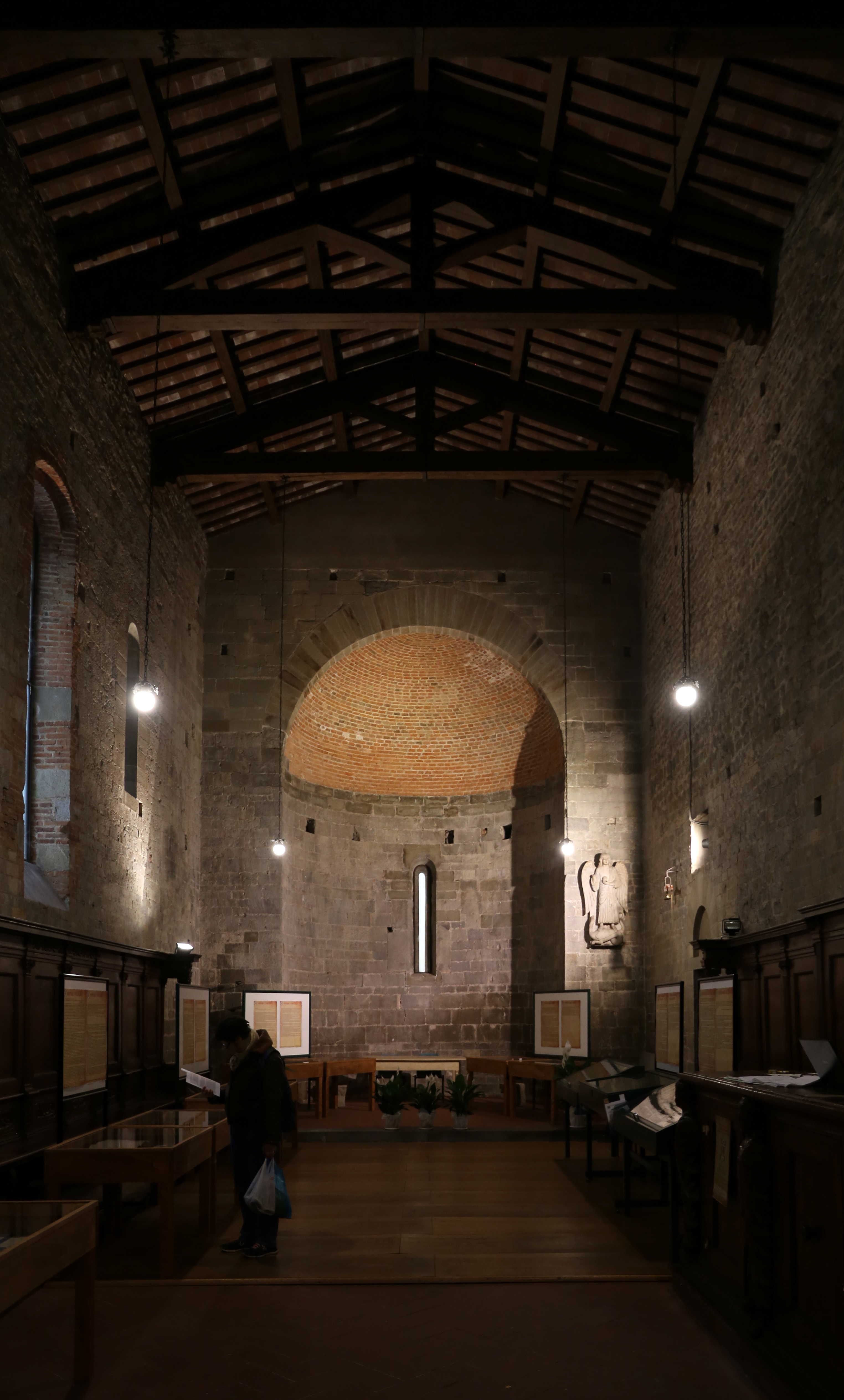
Interno
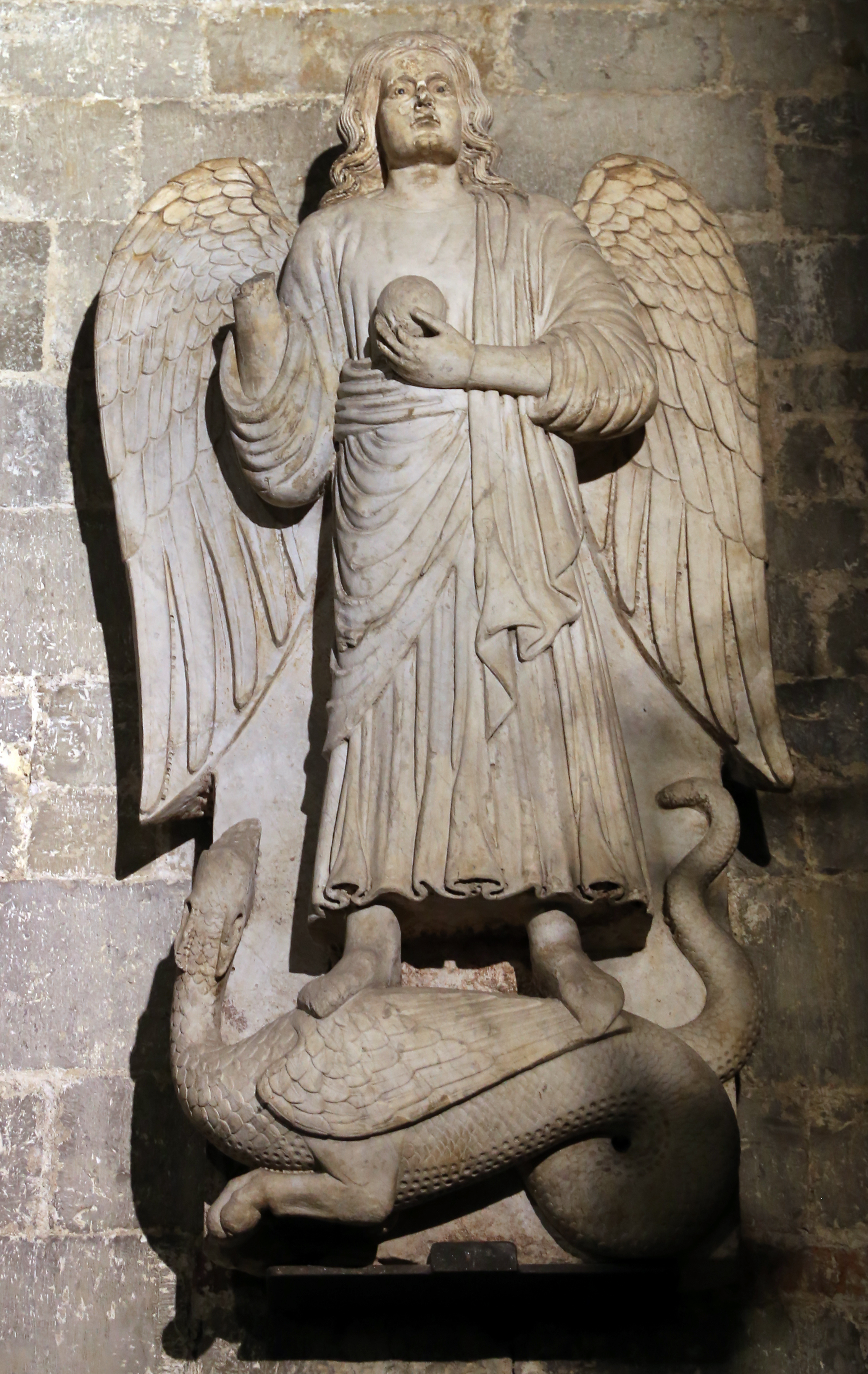
Guido da Como, San Michele Arcangelo uccide il drago
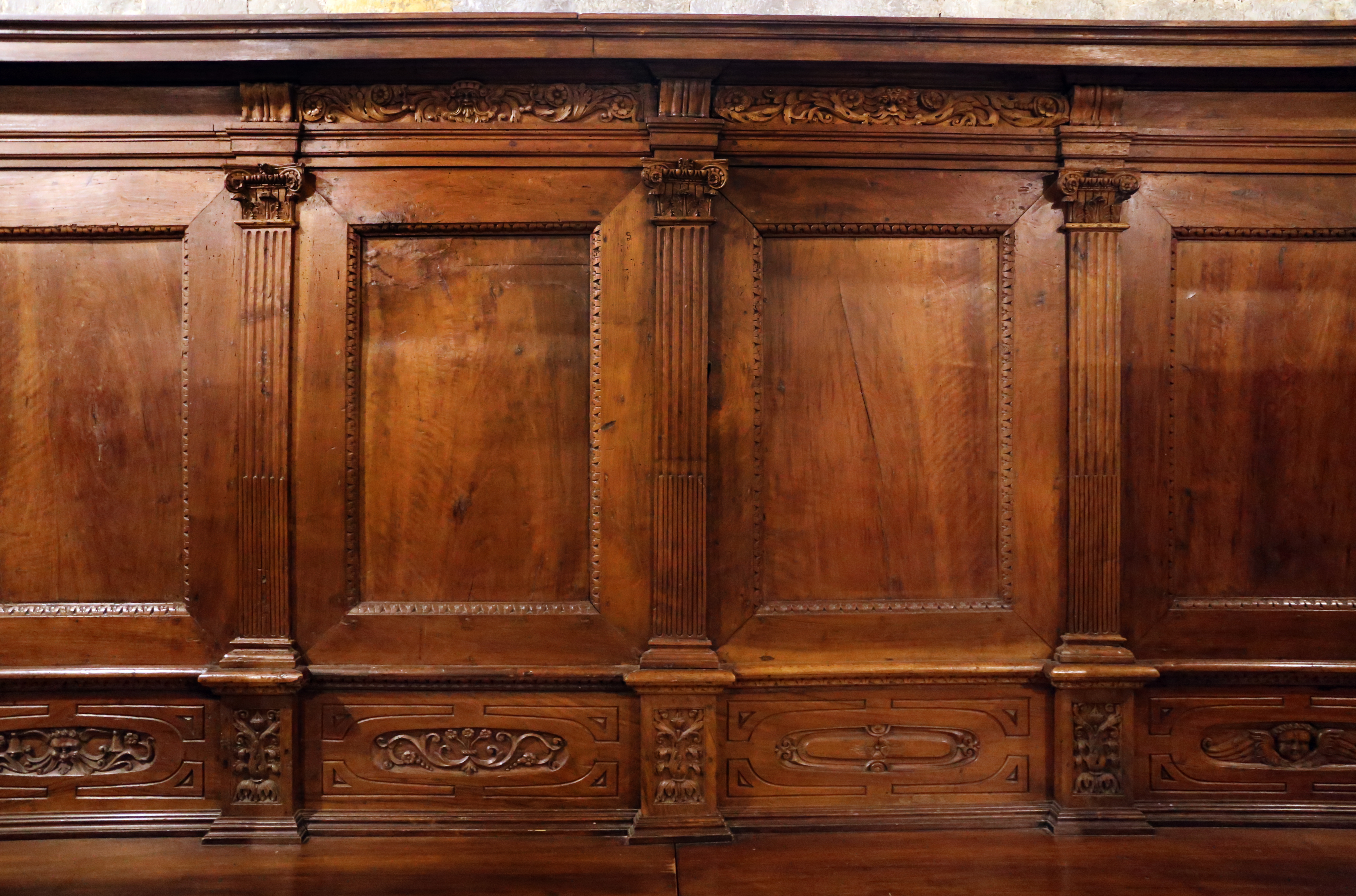
Stalli lignei del XVIII secolo